# Maksymilian Tkocz
Maksymilian Tkocz (ur. 23 lutego 1905, zm. 7 grudnia 1970) – polski dziennikarz i działacz społeczny na Górnym Śląsku, prezydent Opola (1945–1946).

## Życiorys
Uzyskał wykształcenie ekonomiczne i politologiczne. W dwudziestoleciu międzywojennym pracował w redakcji pisma „Katolik”. W latach 1945–1946 pełnił obowiązki pierwszego polskiego prezydenta Opola (z ramienia SD). 
Był prezesem Towarzystwa Przyjaciół Nauki i Sztuki w Opolu.
Maksymilian Tkocz został pochowany na cmentarzu św. Andrzeja w Zabrzu.

## Ordery i odznaczenia
- Złoty Krzyż Zasługi (18 stycznia 1946)[1]